# Nebostenus crypticus
Nebostenus crypticus là một loài tò vò trong họ Ichneumonidae.